# Komisarz dywizyjny
Komisarz dywizyjny (ros. Дивизионный комиссар) akronim diwkom – specjalny stopień wojskowy w wyższym korpusie politycznym Armii Czerwonej i Floty Czerwonej w latach 1935–1942. Odpowiednik komdiwa w korpusie wojsk lądowych.